# Turracherhöhe
Turracherhöhe är ett bergspass i Österrike.   Det ligger i distriktet Feldkirchen och förbundslandet Kärnten, i den centrala delen av landet, 240 km sydväst om huvudstaden Wien. Turracherhöhe ligger 1 964 meter över havet.
Terrängen runt Turracherhöhe är varierad. Runt Turracherhöhe är det ganska tätbefolkat, med 56 invånare per kvadratkilometer.. Närmaste större samhälle är Radenthein, 17,4 km sydväst om Turracherhöhe. 
I omgivningarna runt Turracherhöhe växer i huvudsak blandskog.